# Міст Аркадіко
Міст Аркадіко або міст Казарма — мікенський міст біля сучасної дороги від Тиринфа до Епідавра на Пелопоннесі, Греція. Датується грецькою бронзовою епохою, це один із найдавніших аркових мостів, що існують і використовуються донині.
Арковий міст, зроблений технікою хибного склепіння, належав у мікенські часи до шосе між двома містами, яке було частиною військових доріг. Він має проліт водопроводу приблизно 1 м і виконаний у типовій мікенській манері циклопічною кладкою. Конструкція складає 22 м в довжину, 5,60 м в ширину біля основи та 4 м у висоту. Ширина проїжджої частини дороги становить близько 2,50 м. Складне планування мосту та дороги свідчить про те, що вони були спеціально побудовані для використання колісницями. Побудований наприкінці пізнього Елладу III (приблизно 1300—1190 рр. до н. е.), міст досі використовується місцевим населенням.

## Мікенські мости в Арголіді

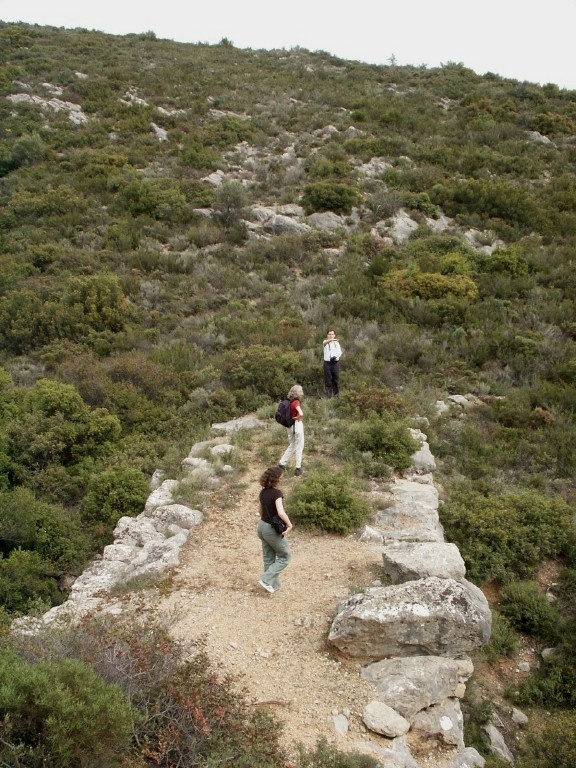
Поруч ще один мікенський міст, частина тієї ж давньої дороги колісниць

Міст Аркадіко — це один з чотирьох відомих мікенських мостів з хибним склепінням біля Аркадіко, які належать одній і тій же дорозі бронзової доби між двома містами та мають подібний дизайн та вік. Одним з них є міст Петрогефірі (Petrogephyri), який переправляє через той самий потік 1 км на захід від мосту Аркадіко. Схожий за розмірами та зовнішнім виглядом, але конструкція має більший проліт і трохи вище склепіння. Він також досі використовується як місцева дорога.
Ще один добре збережений мікенський міст, розташований у регіоні Лікотропі (Lykotroupi) на півночі Арголіди, де він був частиною іншої мікенської головної дороги. Його розміри близькі до мосту Аркадіко: 5,20 м ширина біля основи, 2,40 м ширина проїжджої частини та з арковим прольотом трохи більше метра. На дорозі все ще залишилися бордюри для спрямування швидко рухаючихся колісниць.

## Подальше читання
- Антон Янсен: «Шосе бронзового віку в Мікенах» [Архівовано 12 серпня 2015 у Wayback Machine.], Класичні погляди, XLI, ns 16 (1997), 1–16